# Little Mountain Sound Studios
I Little Mountain Sound Studios erano degli studi di registrazione situati a Vancouver, nella Columbia Britannica (Canada). Sono stati attivi dal 1972 al 1993, anno in cui furono chiusi ufficialmente i battenti per mancanza di capitale. Per molti anni sono stati noti come i migliori studi discografici del Canada, grazie al lavoro dei due produttori Bruce Fairbairn e Bob Rock.
A Little Mountain hanno registrato album molti artisti famosi come Aerosmith, Bon Jovi, Mötley Crüe, AC/DC, Metallica e Bryan Adams.